# Caputxí de l'Equador
El caputxí de l'Equador (Cebus aequatorialis) és una espècie de primat de la família dels cèbids. Viu a altituds de fins a 2.000 msnm a l'oest de l'Equador i un tros molt petit del nord-oest del Perú. Els seus hàbitats naturals van des dels boscos secs de plana fins als boscos montans humits dels Andes. Els efectes de la desforestació, la caça i el comerç il·legal d'animals fan que estigui en perill crític. El seu nom específic, aequatorialis, significa ‘equatorial’ en llatí. Fins al 2013 fou considerat una subespècie del caputxí frontblanc (C. albifrons).